# TANU
La Unió Nacional Africana de Tanganyika, en anglès TANU (Tanganyika African National Union) fou el partit més important en la lluita per la independència del territori de Tanganyika a l'Àfrica oriental. El 1954 el TANU va ser fundat per l'aleshores professor de l'escola secundària de Pugu, a prop de Dar es Salaam, Julius Kambarage Nyerere. Nyerere seria el primer president de Tanganyika (1962) i de Tanzània (1964) després de la unió de Tanganyika amb Zanzíbar. L'any 1977, en unir-se amb l'Afro-Shirazi Party de Zànzibar, el partit esdevindria el Chama cha Mapinduzi (CCM, partit de la revolució, en suahili).